# Komisja bioetyczna
Komisja bioetyczna – niezależna instytucja opiniująca i kontrolująca projekty badań klinicznych stworzona w celu zapewnienia właściwej ochrony godności ludzkiej podczas prowadzenia badań. Organ ten sprawdza zasadność, wykonalność i plan badania klinicznego, analizę przewidywanych korzyści i ryzyka, poprawność protokołu badania klinicznego. Badania klinicznego nie można rozpocząć bez zgody komisji bioetycznej.

## Tryb powoływania
Komisja bioetyczna powoływana jest przez okręgową radę lekarską na obszarze swojego działania, w drodze uchwały. W przypadku komisji przy uczelni lub medycznym instytucie badawczym powoływana jest ona odpowiednio w drodze zarządzenia wewnętrznego rektora lub dyrektora tego instytutu badawczego.
Komisja bioetyczna powoływana jest na okres kadencji, która trwa 3 lata.

## Skład komisji bioetycznej
W skład komisji bioetycznej, której liczba członków waha się między 11 a 15 osób, wchodzą lekarze specjaliści oraz po jednym przedstawicielu innego zawodu (np. duchowny, prawnik, farmaceuta, pielęgniarka).  Komisja bioetyczna wybiera ze swojego składu przewodniczącego komisji będącego lekarzem i zastępcę przewodniczącego komisji niebędącego lekarzem. 

## Zakres działania komisji bioetycznych
Komisje bioetyczne powoływane są w celu wyrażania opinii o projekcie eksperymentu medycznego. Eksperymentem tym jest w szczególności badanie kliniczne prowadzone na podstawie ustawy z dnia 6 września 2001 r. – Prawo farmaceutyczne (Dz.U. z 2021 r. poz. 1977), w zakresie badań klinicznych produktów leczniczych, oraz ustawy z dnia 7 kwietnia 2022 r. o wyrobach medycznych (Dz.U. z 2024 r. poz. 1620; dalej jako: u.w.m.), w zakresie wyrobów medycznych różnego przeznaczenia i aktywnych wyrobów medycznych do implantacji.

## Polskie akty prawne dotyczące badań klinicznych
- Ustawa z dnia 6 września 2001 r. Prawo farmaceutyczne (Dz.U. z 2021 r. poz. 1977)
- Ustawa z dnia 5 grudnia 1996 roku o zawodach lekarza i lekarza dentysty (Dz.U. z 2024 r. poz. 1287)
- Ustawa z dnia 18 marca 2011 r. o Urzędzie Rejestracji Produktów Leczniczych, Wyrobów Medycznych i Produktów Biobójczych (Dz.U. z 2023 r. poz. 1223)
- Rozporządzenie Ministra Zdrowia z dnia 2 maja 2012 r. w sprawie Dobrej Praktyki Klinicznej (Dz.U. z 2012 r. poz. 489) [dostęp: 2013-02-21])
- Rozporządzenie Ministra Zdrowia z dnia 9 listopada 2015 r. w sprawie wymagań Dobrej Praktyki Wytwarzania (Dz.U. z 2019 r. poz. 728) [dostęp: 2020-10-23])
- Rozporządzenie Ministra Finansów z dnia 30 kwietnia 2004 r. w sprawie obowiązkowego ubezpieczenia odpowiedzialności cywilnej badacza i sponsora (Dz.U. z 2004 r. nr 101, poz. 1034) [dostęp: 2013-02-21])
- Rozporządzenie Ministra Finansów z dnia 18 maja 2005 r. zmieniające rozporządzenie w sprawie obowiązkowego ubezpieczenia odpowiedzialności cywilnej badacza i sponsora (Dz.U. z 2005 r. nr 101, poz. 845) [dostęp: 2013-02-21])
- Rozporządzenie Ministra Zdrowia z dnia 30 kwietnia 2004 r. w sprawie sposobu prowadzenia badań klinicznych z udziałem małoletnich (Dz.U. z 2004 r. nr 104, poz. 1108) [dostęp: 2013-02-21])
- Rozporządzenie Ministra Zdrowia z dnia 30 kwietnia 2004 r. w sprawie zgłaszania niespodziewanego ciężkiego niepożądanego działania produktu leczniczego (Dz.U. z 2004 r. nr 104, poz. 1107) [dostęp: 2013-02-21]).
- Rozporządzenie Ministra Zdrowia z dnia 20 października 2015 r. w sprawie preparatów zawierających środki odurzające lub substancje psychotropowe, które mogą być posiadane i stosowane w celach medycznych oraz do badań klinicznych, po uzyskaniu zgody wojewódzkiego inspektora farmaceutycznego (Dz.U. z 2021 r. poz. 2124) [dostęp: 2021-11-25]).
- Rozporządzenie Ministra Zdrowia  w sprawie inspekcji badań klinicznych z dnia 26 kwietnia 2012 r. (Dz.U. z 2012 r. poz. 477) [dostęp: 2013-02-21]).